# Benjamin Francis Leftwich
Benjamin Francis Leftwich (né le 4 septembre 1989) est un auteur-compositeur-interprète britannique originaire d'York. Son premier album Last Smoke Before the Snowstorm est sorti en 2011, et a culminé à la 35e place sur les charts britanniques. En février 2016, il a annoncé son prochain album After the Rain sur sa page Facebook, prévu pour une sortie le 19 août 2016.

## Jeunesse
Leftwich a commencé à jouer à l'âge de dix ans et a grandi en écoutant Les Rolling Stones et Nina Simone ; plus tard, il découvre Nick Drake, Bob Dylan, et Elliott Smith. Il cite Arcade Fire, Ryan Adams, et Bruce Springsteen parmi ses inspirations.

## Études
Leftwich a fait ses études à l'école primaire Hempland, puis à l'école Bootham.

## Carrière
Son premier album, Last Smoke Before the Snowstorm produit par Ian Grimble, a été publié en juillet 2011. The Fly l'a appelé « un début majestueux », tandis que Le Sunday Times a cité Leftwich comme étant «un nouveau talent sérieux[citation nécessaire] ». The Skinny, ainsi que le Sunday Express l'a appelé « adorable ». Hazel Sheffield, du quotidien The Guardian, il a donné la note de 3/5, comme l'a fait David Pollock, du journal The Scotman, l'a comparé à Damien Rice et José González. La chanson Shine a été nommé par Spotify la plus addictive chanson de 2014, la chanson la plus répétée de l'année. En 2015, Benjamin Francis Leftwich a co-écrit Grow avec l'artiste Britannique Frances qui figurait dans un spot TV Amazon UK. En 2013, le père de Leftwhich est mort d'un cancer.

## Discographie

### Albums studio
| Titre                           | Détails                                                                                   | Charts |
| Titre                           | Détails                                                                                   | UK     |
| ------------------------------- | ----------------------------------------------------------------------------------------- | ------ |
| Last Smoke Before the Snowstorm | - Sortie : 3 juillet 2011 - Label : Dirty Hit - Format : CD, LP, téléchargement numérique | 35     |
| After the Rain                  | - Sortie : 19 août 2016 - Label : Dirty Hit - Format : CD, LP, téléchargement numérique   | 53     |
| Gratitude                       | - Sortie : 15 mars 2019 - Label : Dirty Hit - Format : CD, LP, téléchargement numérique   |        |
| To Carry A Whale                | - Sortie : 18 juin 2021 - Label : Dirty Hit - Format : CD, LP, téléchargement numérique   |        |
| Some Things Break               | - Sortie : 9 février 2024 - Label : Dirty Hit - Format : CD, LP, téléchargement numérique |        |

### EPs
| Titre               | Détails                                                                            |
| ------------------- | ---------------------------------------------------------------------------------- |
| A Million Miles Out | - Sortie : 24 octobre 2010 - Label : Dirty Hit - Format : téléchargement Numérique |
| Pictures            | - Sortie : 6 mars 2011 - Label : Dirty Hit - Format : téléchargement Numérique     |
| In the Open         | - Sortie : 19 octobre 2012 - Label : Dirty Hit - Format : téléchargement Numérique |

### Singles
| Année | Unique          | Charts | Album                           |
| Année | Unique          | UK     | Album                           |
| ----- | --------------- | ------ | ------------------------------- |
| 2011  | "Box of Stones" | 195    | Last Smoke Before the Snowstorm |
| 2011  | "Atlas Hands"   | —      | Last Smoke Before the Snowstorm |
| 2012  | "Pictures"      | —      | Last Smoke Before the Snowstorm |